# Завідз (гміна)
Гміна Завідз (пол. Gmina Zawidz) — сільська гміна у центральній Польщі. Належить до Серпецького повіту Мазовецького воєводства.
Станом на 31 грудня 2011 у гміні проживало 6996 осіб.

## Площа
Згідно з даними за 2007 рік площа гміни становила 186.09 км², у тому числі:
- орні землі: 82.00%
- ліси: 11.00%

Таким чином, площа гміни становить 21.82% площі повіту.

## Населення
Станом на 31 грудня 2011:
| Опис     | Загалом | Загалом | Чоловіки | Чоловіки | Жінки | Жінки |
| -------- | ------- | ------- | -------- | -------- | ----- | ----- |
| одиниця  | осіб    | %       | осіб     | %        | осіб  | %     |
| все      | 6996    | 100     | 3513     | 50.21    | 3483  | 49.79 |
| міське   | 0       | 100     | 0        |          | 0     |       |
| сільське | 6996    | 100     | 3513     | 50.21    | 3483  | 49.79 |

## Сусідні гміни
Гміна Завідз межує з такими гмінами: Бежунь, Бельськ, Ґоздово, Дробін, Рацьонж, Росьцишево, Семьонтково, Серпць.